# Parc nacional de Nechisar
El parc nacional del Nechisar (o Nech Sar, de l'hamàric ነጭ ሣር, nätsch sar, és a dir «herba blanca») és un dels quinze parcs nacionals d'Etiòpia.

## Geografia
Es troba en la Regió de les Nacions, Nacionalitats i Pobles del Sud, amb prou feines a l'est de la ciutat d'Arba Minch. Els 514 km² de la seva superfície comprenen l'anomenat Pont de Déu, un istme entre els llacs Abaya i Chamo, i la plana del Nechisar que s'estén a est dels dos llacs. Les elevacions del parc oscil·len entre els 1108 i 1650 metres sobre el nivell del mar.

## Flora
Els arbres més alts que es troben al parc inclouen Dichrostachys cinerea, Acacia tortilis, Balanites aegyptiaca i Acacia nilotica, menys comuna. La part sud del parc està dominada per praderies de poca densitat herbàcia amb un sòl argilós negre calcari a sota amb Dobera glabra, Acacia tortilis i l'herba Chrysopogon aucheri que formen bona part del paisatge.

## Fauna
Entre els habitants del parc recordem el búbal, la zebra comuna, la gasela de Grant, els dic-dic i el cudù gros. Una secció de la costa nord-occidental del llac Chamo és coneguda com el «mercat dels cocodrils», a causa dels centenars de cocodrils que s'estiren per prendre el sol.

## Població
Els Koorete - anomenats també Kore o Amaro -, que viuen sobre els Puigs Amaro a l'est del parc, practiquen una mica d'agricultura en el parc, però no són establerts permanentment. Els Guji-Oromo, en canvi, viuen en el parc voltant amb els seus nombrosos ramats de bestiar.

## Història
La creació d'aquest parc nacional va ser proposta en el 1967, però aquest va ser constituït oficialment tan sols en el 1974. La seva creació no mai ha estat declarada legalment, però l'àrea protegida ve gestionada com un parc nacional a tots els efectes.
El 1982 els Guji van ser expulsats per la força de la zona perquè la seva presència es va considerar com una amenaça per al parc. El descontentament creat després d'aquesta expulsió els va portar a una persistent actitud negativa cap a l'àrea protegida. Després de la caiguda del Derg del govern el 1991, els gujis van tornar a la zona. A partir de mitjans de la dècada dels noranta, les autoritats del parc, amb el suport de la Unió Europea, van examinar la idea de reinstal·lar els Gujis i Koorets dins del parc per tal que es poguessin cuidar-los i emprar-los en el turisme. El 2004 la gestió del Nechisar va ser assumida per la fundació holandesa Africa Parks. El mateix any, els guardes i la policia van cremar centenars de llars temporals de Gujis. El 2008, Africa Parks va abandonar el lideratge tal com estava previst. L'abandonament va ocòrrer per causa de les dificultats amb les instal·lacions i la controvèrsia que va seguir al reassentament dels Guji al parc.

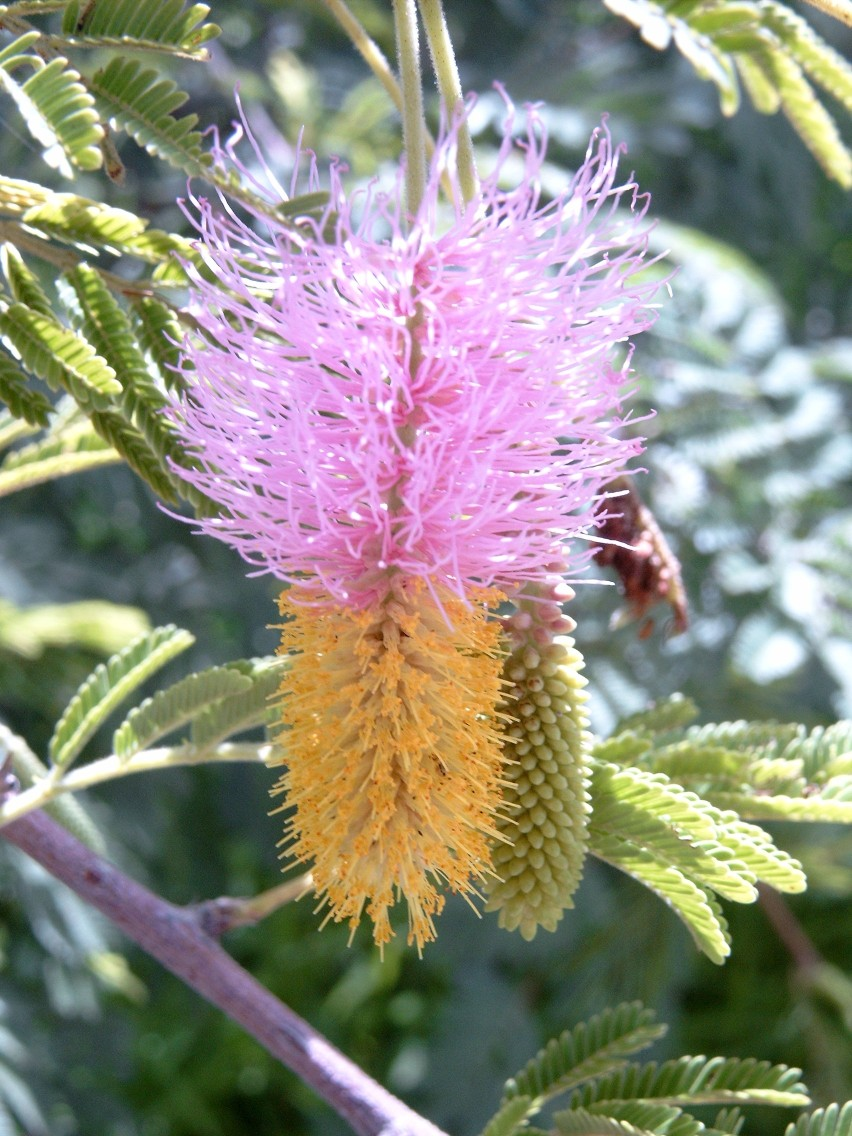
Inflorescència i fulles de Dichrostachys cinerea
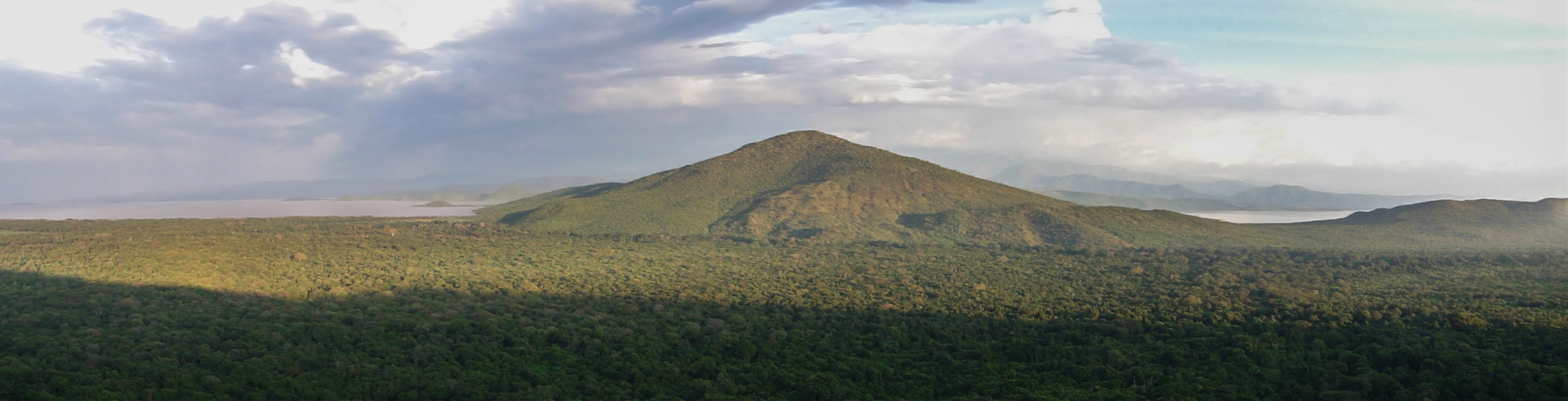
Parc Nacional de Nechisar. Llac Abaya a l'esquerra i Llac Chamo a la dreta
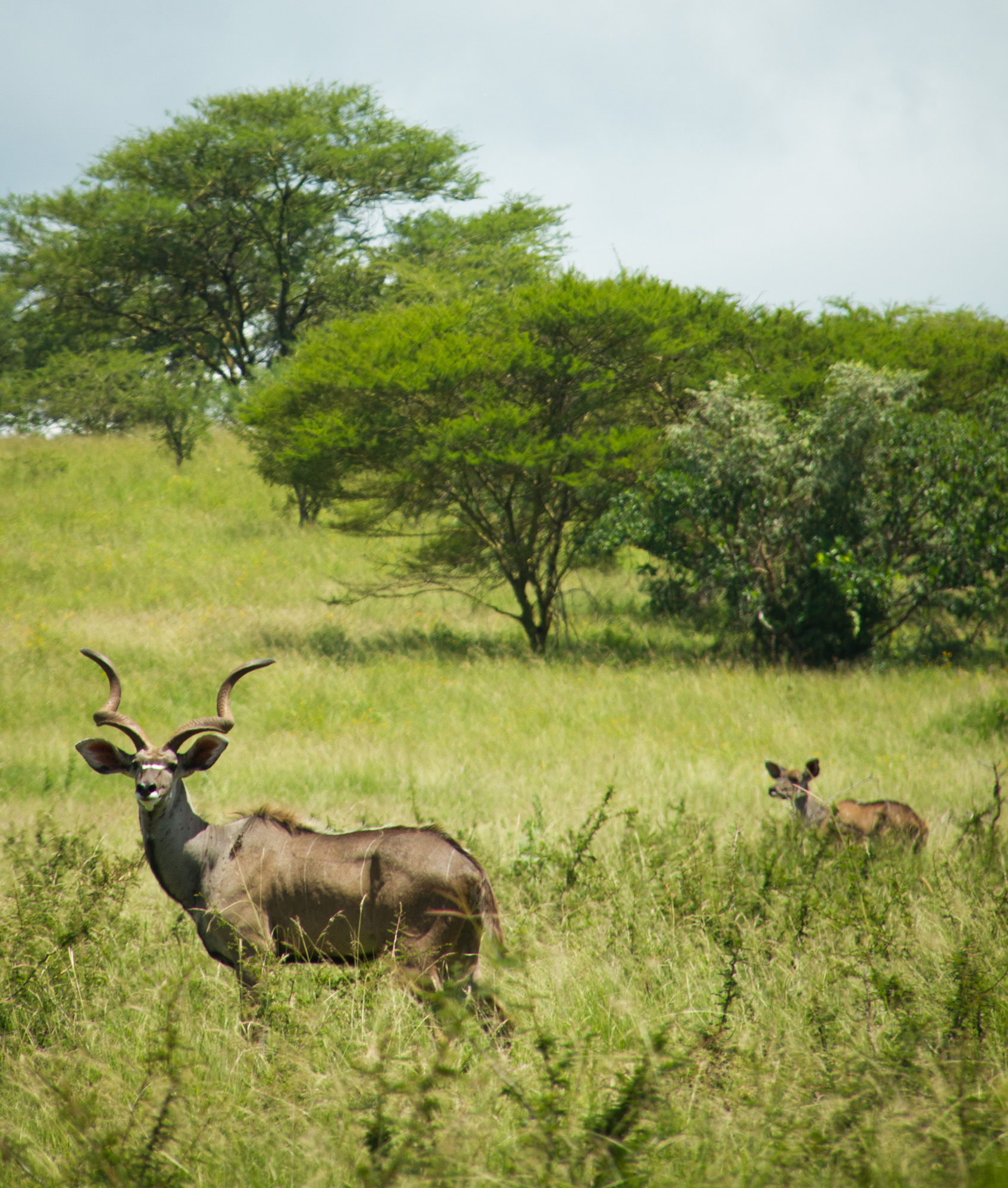
Cudú Gros fotografiat en el Parc de Nechisar